# 地球戦士ライーザ
『地球戦士ライーザ』（ちきゅうせんしライーザ）は、エニックス（現スクウェア・エニックス）より1985年に発売されたパーソナルコンピュータ専用のオリジナルロボットロールプレイングゲーム。コンピュータRPGの多くがファンタジー世界を舞台にしたものであった時代に宇宙を舞台にしたSF調の世界観が注目されると共に、重厚なストーリーが評価された。
初期のキャッチコピーは「オドロオドロしいのはもう飽きた! スカッとRPGしようぜ」、後期は「悲劇の予感」。開発者は九葉真（杉江正のペンネーム）・真島真太郎の2名。
1987年12月には『銀河の三人』のタイトルでファミリーコンピュータに移植され、任天堂から発売された。

## 地球戦士ライーザ

### ストーリー
西暦2300年、地球連邦樹立を実現した人類は宇宙に進出し、各惑星への入植を進めていたが、母星を失い地球を奪い取ろうと企むガルム星人の侵攻を受け、危機に晒されていた。
ガルムの圧倒的な戦力の前に地球が陥落するのは時間の問題と思われていたさなか、地球軍総司令から各惑星の部隊へ地球への集結命令が下される。
火星に配属されていたライーザ戦隊に所属する主人公とブルーも地球への帰路を急ぐ。

#### ライーザ（RAYIEZA）
主人公とブルーが搭乗する人型ロボット兵器。時空跳躍の機能をもっており、ライーザ単体で長距離航行が可能。操縦にはパイロットのESP能力を用いており、PC版はステータスに「超能力の強さ」がある（FC版では無くなっている）。
PC版では主人公機が濃い青、ブルー機がライムグリーンの塗装。FC版は主人公機が赤、ブルー機が青に変更されている。

### ゲームシステム

#### マップ移動
目的地を設定した後、小刻みな「時空跳躍」を繰り返して距離をつめていくというシンプルなシステム。3Dダンジョンを自力でマッピングして攻略するものが多かった当時においては、異色の方式であった。敵とのエンカウントは、1回跳躍するごとに判定される。跳躍距離は調節することができ、長くとると敵を避けられる一方、機体にダメージが発生する。

#### 戦闘システム
コマンド選択式。数は複数の編隊で襲ってくる。行動順序は常に主人公、ブルー、敵の順となり、ライーザ側の攻撃方法は以下の3種類から選択する。いずれも敵すべてが攻撃対象で、敵が多い程1機あたりのダメージが低下する。
ビーム
使い減りしない基本武器。
ミサイル
敵が多くても威力低下が少ない。また1ターンに連続発射することができ、たくさん撃てばその分威力が上がる。数に限りがある。
接近
ソード等による白兵攻撃。基本的に威力はビームより低いが、一部の敵に有効。
敵の攻撃は1パターンだけだが、特定の武器を跳ね返すバリアを持つものもいる。

### 主な登場人物
主人公
名前はプレイヤーが設定（PC-8801版は何も入力しないと「ケンシロウ」）。火星に配属されていたが、ガルムとの戦闘でほとんどの仲間を失い、生き残ったブルーと2人で地球に帰還する。
ブルー
ガルムとの戦闘で壊滅的打撃を受けた火星配属のライーザ戦隊で、主人公と共に生き残った戦友。お調子者だが、操縦の腕は一流。ESPも一流で残留思念などを感じとれる。なお、PC版とFC版では外見が全く異なる。
リミ
宇宙ステーション（FC版では月面）から回収されたカプセルでコールドスリープ状態に在った少女。自ら志願し、地球からしばしばライーザ戦隊に通信を送って、殺伐とした戦闘の連続に癒しをもたらす。双葉社から発売されていたファミコン冒険ゲームブック版では、サポートメカ「マザーガル」のパイロットとしてライーザ隊のメンバーとして同行する。
ミオ
ライーザ戦隊のオペレーションを担当するコンピュータードール。
ウェライ
ガルム帝国の支配者。

## 銀河の三人（ファミコン版）
1987年12月11日～15日頃に任天堂より発売。基本的にはPC版の移植だが、惑星に着陸した後の移動がスクロール形式になっている、リミが超能力を使えるなどアレンジが加えられており、マップやストーリー展開も異なるなど、コンシューマ機向けとして大幅なアレンジが加えられている。

### ストーリー
西暦2300年、人類は地球連邦政府を樹立し戦争を永久に放棄。国境が消えた結果、全ての人類に愛と自由が与えられ永遠の繁栄が始まろうとした矢先、外宇宙から飛来した謎の文明ガルムの侵略により再び危機を迎えようとしていた。
自分らが犯した戦争で母星を失ったガルムは第2のガルム星を目指し、2億6千万光年の長き旅をしてきた。そして放浪の末見つけた第2のガルム星、それこそ地球であった。
かくしてガルムの侵略で全てのスペースコロニーを破壊され33億人の人類を失い、さらに木星作戦の失敗により地球軍は全ての戦力をも失い、大気圏のバリアーでガルム攻撃を防ぐのが精一杯だった地球の降伏は時間の問題であった。
地球軍総司令・大森ダイチから人類最後の希望ライーザを託された主人公とブルーは、ガルム殲滅のため地球を発つのであった。そんな時月から何者かのSOS信号を受け2人はまず月へと向かうことになった。

### 主な舞台

#### 太陽系
地球
地球軍の本拠地がある拠点。全滅時にはここに戻ってくるがパスワードの記録はできない。
月
地球の衛星。マップでの侵入方向によって、月の表側と裏側のそれぞれ異なるシェルターを持つ。どちらのシェルターもエンカウントは発生しない。
ディック
地球に一番近い宇宙ステーション。
金星
地球から一番近い惑星で登場する敵も弱い。ただ深層部はやや強いガルムに占拠されており「愛のハート」に関する情報等を守っている。また暗闇の中には「友情のハート」に関わる秘密がある。
シンプソン
火星近くにある宇宙ステーション。
火星
FC版の火星は一ダンジョンとして登場。シェルターの奥に「力のハート」が眠っている。上層と下層では敵ランクが異なる。
ピクセル
地球からかなり離れた場所にある宇宙ステーション。
ユニック
地球と天王星のほぼ中間に位置する宇宙ステーション。科学者セイギがガルム研究を行っている。
天王星
道中2つのシェルターに分岐する特殊な惑星。「勇気のハート」がどこかにあるが登場する敵は太陽系最強クラスばかり。
アルゴス
地球から一番遠い宇宙ステーション。科学者ヒロキはここにいるが、ガルムのものと思われるバリアーが張られており解除しない限り利用できない。
冥王星
地球から一番遠い惑星。シェルターが2つあるが一方は厳重に警備されており科学者ヒロキの許可なしでは入ることができない。
太陽
太陽系の中心たる恒星。暑くて調査することが出来ない。
ガルムベース
太陽系各所に3機配備されたガルム旗艦。地球近くにベース1、火星近くにベース2、天王星近くにベース3が配備されている。ガルム空母に対して重力シールドを張っておりこれらをすべて破壊しないとガルム空母に攻撃できない。
ガルム空母
太陽系におけるガルム指揮空母。非常に頑強な装甲に守られており並大抵の兵器では一切の攻撃が通じない。
スターゲート
太陽系と銀河系を繋ぐ宇宙トンネル。これをくぐると目的を達成するまで太陽系に戻れなくなる。

#### 銀河系
ガルムの大本営がある宙域。かつてはピオス星人の星系だったが今はガルムによって制圧され星人たち散々になってしまっている。星系はガルム空間と暗黒空間に分かれており両空間はガルムゲートで行き来できる。いずれの空間も最初はガルムによる特殊粒子にレーダーが妨害され、全貌がわからない。
キャステロ
ガルム空間の小惑星。ガルムに対抗するピオス星人の拠点で銀河系編の拠点ポイントとなる。
ウル
ガルム空間の惑星。ガルム四天王と呼ばれる4機のガルムに滅ぼされた歴史を持つ。
アルファ
ガルム空間にある恒星。太陽同様暑くて調査できないがある秘密が隠されているという。
戦艦1
ガルム空間に滞在するガルム戦艦。ガルムゲートを警備しており破壊しないとガルムゲートを使うことができない。
ブラックホール
全てを飲み込む宇宙の穴。どこで現れるかは不明。。
ガルムゲート
ガルム空間と暗黒空間を繋ぐ宇宙トンネル。
オメガ
暗黒空間にある惑星。シェルターがガルム四天王パディンに乗っ取られた関係でここのピオス星人は恐怖の中で怯えながら生活している。
データベース
ガルム空間にあるピオスの人工知能。ガルムのディスクを解析できる知能を持つ。
ザング
ガルム空間にある惑星。貴重なアイテムと3人の物知りピオス人が存在するがシェルターは真っ暗であり赤外線スコープがないとまともに調査できない。
イブル
ガルム空間にある惑星。ガルム四天王ヒメマドンナが根城にしている。
アモス
ガルム空間の小惑星。ガルム四天王のボーラオーに占拠されている。
Xポイント
ガルム空間の外れに存在する謎の小惑星。ここにはある秘密がシェルターの奥にある。
ラー
暗黒空間にあるピオスの農業惑星。シェルターは存在しないが補給してくれるピオス星人がいるので拠点として利用できる。
戦艦2
ガルムの総本山ガルム要塞に重要なエネルギーを送っているガルム戦艦。これが健在な限りガルム要塞に攻撃することができない。
イム
暗黒空間にある惑星。最強のビームと幾つかの貴重なアイテムが眠っている。シェルター内には数か所ダークゾーンが存在する。
ポー
暗黒空間にある惑星で最強の四天王ガメリンガーの根城。登場する敵はいずれも最強クラスばかりが登場する。
ガルム要塞
暗黒空間に存在するガルムの本拠地。強固な防御力を誇り通常兵器では一切傷をつけることができない。

### ゲームシステム

#### マップ移動
宇宙空間ではPC版と同様である。惑星内では画面が一変し、サイドビューの4方向スクロールでシェルターを進んでいくものになる。後半では、リミのESPによりワープ移動も可能になる。セーブは幾つかあるステーションでのみ可能で、パスワード方式を採用している。

#### シェルター
ワープゾーン
地表や別の場所にワープする。これを使わないと進めない場所もある。
バリア
通るとダメージを受ける。弱バリアと強バリアの2種類が存在する。
扉
通路を塞ぐ扉。特定の威力以上のビームで破壊できるが中には暗号が掛けられており、正しいキーワードを近くのアンドロイドに入力しないと開かないものもある。
ダークゾーン
真っ暗で何も見えない地形。赤外線スコープがあれば解除可能。

#### 戦闘システム
ベースはPC版と同様であるが、いくつか変更が入っている。また、敵の種類・デザインは一新されている。
- リミのESPによるサポートが使える（ファンタジーRPGの魔法に相当する）。
- 攻撃方法の「接近」が無くなっている（ただし一部の旗艦戦では射程に詰める手段として登場する）。
- 敵が一度に最大9体で出現する。敵が多いほど1機当たり受けるダメージが減る。
- 敵が各種の特殊攻撃を使う。ライーザの逃走を阻止する「ワイヤー」や、ビームの威力を半減する「フォギー」など。
- 逃走方法が通常のものに加え宇宙空間でのみ跳躍逃走がある。後者はHPをレベルに応じた一定値を消費するが確実に逃走できる（エバ族だけは例外で跳躍逃走に追いついてくることがある）[3]。
- 敵を倒すとミサイルや回復アイテムを拾える。また、金に相当する「ウラン」が入手でき、ステーションで買い物ができる。
- 主人公かブルーのどちらかのHPが0になると宇宙の塵となり全滅扱いになる。ただしゲームオーバーにならずウランが半分に減った状態で再開となる。

#### 武器
2Mバルカン
50tの岩を砕くほどの威力を持つビーム。ライーザが最初から装備している。
4Mバルカン
2Mバルカンの倍の威力を持つビーム。ステーションシンプソンで交換可能。
イオンビーム
イオンエネルギーで攻撃する太陽系で一番強い武器。ステーションピクセルで交換可能。
メガイオン
イオンビームをさらに強力にしたビーム。ウルのシェルターで交換可能。
サイコビーム
ピオス星人が対ガルム用に開発したビーム。ザングのシェルターで交換可能。
ハイパービーム
ピオス星人が開発したその名の通り最強のビーム。イムのシェルターで交換可能。
Eミサイル
ライーザが最初から装備しているミサイル。ステーションディックで交換可能。
Sミサイル
Eミサイルをより強力にしたミサイルで追尾機能強化で命中率も高い。ステーションシンプソンもしくはキャステロで交換可能。
Pミサイル
ミサイルでは最強の威力を誇る螺旋状に飛ぶミサイル。アモスで交換可能。
イカロス砲
ピオス星人に伝わる伝説のビーム。威力は絶大だが9発しか撃つことができない（入手場所に行くと使用回数はリセットされる）。

#### アイテム
エネルギー
ライーザのHPを回復させるエネルギーパック、一度に9個まで所持可能。
ブースター
ライーザの跳躍距離を伸ばす。跳躍距離が大きいほど消費するHPが大きくなる。最大8個まで所持可能。
ミサイルポッド
ミサイルが一度に20発まで持てるようになる。
3ウェイ
HPの少ない敵3機に強力な集中攻撃する攻撃アダプター。
1ウェイ
HPの少ない敵1機に強力な攻撃をする攻撃アダプター。
カプセル
中に人が入った救命カプセル。これを地球に届けるのが最初の任務になる。
ハート
「まことの戦士」になる為に必要な4つのハート。愛・友情・勇気・力の4つ存在する。
機械
ガルムのものと思われる謎の機械。ガルムに詳しい科学者でもない限り使い方はわからない。
Hミサイル
科学者ヒロキが発明した兵器。正式名称は「反物質ミサイル」であらゆる物質を一撃で破壊する。
ペンダント
リミが持っている不思議なペンダント。
ディスク
ガルムのデータが詰まったディスク。データベースで解析できる他ライーザで使うと刻まれた謎のメッセージを読むことが出来る。
レーダー
ガルムが使用しているレーダー。ガルム粒子の妨害を受けずに現在いる場所がわかるようになる。
赤外線スコープ
シェルターにあるダークゾーンを見えるようにするスコープ。
スモッグクリア
持っているだけでガルムの特殊攻撃スモッグを発生しなくなる。
プリズム
正体不明の不思議な物体。跳躍時にライーザのHPを少しずつ回復させる。
Sシールド
強力な防御力を誇るシールドでライーザの防御力を高める。冷却装置が内蔵されている。
ガルムの卵
シェルターに落ちてたり倒したガルムが稀に落としていく卵。見つけると卵が割れて戦闘になる。
ブルーの藁人形・ガルムの抜け殻・カップラーメン
ガルムが持っていたりシェルターに落ちてたりするアイテム。見つけてもブルーの言いつけで捨ててしまう。

#### リミのESP
ビット
攻撃ビットを発生させガルムに小ダメージを与える。
なぐさめ
優しい気持ちで慰め、ライーザのHPを小回復させる。
コール
敵をその場に呼び寄せガルムとの戦闘を起こす。月などのエンカウントしないシェルターでも効果を発揮する。
パワー
ライーザのパワーを上げ、ビームによる攻撃力を上げる。
バリアー
ライーザにバリアーを張り、ガルムから受けるダメージを減らす。
ニードル
針状のESPをぶつけガルムに中ダメージを与える。
ワープ
一番近い回復拠点に一瞬でワープする。シェルター内では地表にワープする。
クリア
フォギーをクリアし、さらにパワーと同じ効果を与える。失敗することもある。
ゆうじょう
友情の力を具現化し、なぐさめより多めにライーザのHPを回復させる。
パック
ガルムが使うESPをパックする。失敗することもあり、またフィールドに張るタイプのESPには効果がない。
カット
ワイヤーやダメージワイヤーをカットし、さらにパワーと同じ効果を与える。失敗することもある。
かいじょ
ネットを解除し、さらにパワーと同じ効果を与える。失敗することもある。
スパーク
強烈なスパークを発生させガルムに大ダメージを与える。
ストップ
ガルムの動きを数ターン止める。ストップがかかった敵は攻撃を回避できず、またライーザの通常逃走にも追いついてこなくなる。失敗することもある。
かなしみ
悲しみの力を具現化し、パラライで使用不可能になった武器を使用可能に戻す。
いかり
怒りの力によりほぼすべてのガルムを一刀両断にして破壊する一撃必殺ESP。
あい
リミの愛情を周囲に降り注がせる。

#### ガルムの特殊攻撃
ビット
リミのESPと同名ではあるが、螺旋ミサイルによる同時攻撃。残り行動コストにより使う行動コストが違い、コストが多いほどダメージも大きい。太陽系のヤン族がしかけてくる。
スパーク
こちらもリミのESPと同名ではあるが、螺旋ミサイルによる同時攻撃。使う行動コストはビットと同じ。ボーラ族がしかけてくる。
スリープ
ガルム3機分の行動コストを使いライーザの行動を最高3ターンの間全て封じる。回避可能。
パラライ
ガルム3機分の行動コストを使いライーザのビームかミサイルのいずれかを戦闘終了まで使えなくさせる。ただしリミのESPは使用可能。回避可能。
ストーン
ライーザの機能を戦闘終了まで全て封じる。ただしリミのESPは使用可能。回避可能。戦艦1専用
エネルギー
敵の体力が回復する。この行動を行うとそのターンは敵は他の行動は一切しなくなる。
クライ
ガルム1機分の行動コストを使い敵1機を新たに呼び寄せる。呼び寄せられた敵のHPは基本値で固定。失敗することもある。
スモッグ
スモッグを周囲に張り、地球にいるリミとの交信を遮断しリミのESPを使えなくする。フィールドに張るESPのため行動コストは使わない。
フォギー
灰色の霧を張り、ビームの攻撃力が半減する。フィールドに張るESPのため行動コストは使わない。
ネット
対ミサイル用のネットを張り、ミサイル攻撃による命中率を下げる。フィールドに張るESPのため行動コストは使わない。
ワイヤー・ダメージワイヤー
ワイヤーに捕らえられ逃げられなくなり、敵の攻撃を回避することもできなくなる。レベル17以上のガルムが使うとダメージワイヤーに進化し、その場合は毎ターンダメージを受け続ける。フィールドに張るESPのため行動コストは使わない。
リバース
自身の攻撃力は非常に低くなるが、リミのESPを除くすべての攻撃を反射しライーザに返す。フィールドに張るESPのため行動コストは使わない。ガメリンガー専用
ドレイン
ライーザのHP上限を下げる。下げられたHP上限はレベルアップで元に戻る。ボーラオー専用
ブランチ
ガルム1機分の行動コストを使い敵のいずれか1機がHPそのままで分裂する。失敗することもある。
ブレイク
ガルム3機分の行動コストを使いライーザの持っているミサイルを破壊する。
バキューム
ガルム3機分の行動コストを使いリミのESPを減らす。

### サウンド
PC版には無かったBGMが新たに付けられている。作曲はYMOの高橋幸宏。「RYDEEN」に似たBGMがあるが、作曲が同じ高橋幸宏なので著作権は犯していない。音楽監修は田中宏和が担当

### キャラクター・パッケージ
ファミコン版では永井豪がキャラクターデザインとパッケージイラストを担当しており、ブルーを筆頭にキャラクターの見た目も大幅に変更されている。
パッケージイラストも、それまでのパソコン版におけるSFロボットアニメ調から大きく逸脱した、ダイナミックプロ系の伝奇劇画作品調のタッチになっており、主人公機たるライーザも描かれていないというものになっている。
『ファミコン通信』責任編集として発売されたファミコンソフトカタログではこのパッケージイラストについて「下品」と厳しい評価を下しており、ソフト評価におけるマイナス点として挙げている。

#### 主な登場人物
主人公
PC版とは違いデフォルトネームは用意されていない。
ブルー
主人公の相棒。お調子者だが、操縦の腕は一流。母親を地球に残してきており時折通信でやりとりしている。また、リミに密かな恋心を抱いている。
リミ
月から回収されたカプセルでSOS信号を送っていた少女。何らかの理由で名前以外の記憶を失っているが超能力を持ち、地球からライーザを援護する。
ミオ
ライーザのオペレーションを担当するコンピュータードール。これなしではライーザは機能しない。
大森ダイチ
地球軍総司令官。地球の未来を託し2人をライーザに搭乗させた。時折通信で2人を激励したり称号を贈ったりしてくれる。
セイギ
宇宙ステーションユニックにいる科学者。ガルム研究に熱心で誰よりもガルム知識に長けているが人間不信であまり人を信用しようとせずただ地球の未来に絶望している。本人曰くボヘミアンらしい。
ヒロキ
反物質ミサイルを開発した天才科学者。4つのハートを持つ「まことの戦士」を探しているが2年前より行方不明になっている。
パム
銀河系の小惑星キャステロで暮らすピオス星人。彼らピオス星人もまたガルムに迫害を受けておりガルムの支配から解放してくれる勇者「ピオスの希望の星」を心待ちにしている。
エノス
小惑星アモスにいるピオス星人でパムの友人。ピオス星人に伝わる伝説の兵器イカロス砲についての秘密を知っている。
アンドロイド
太陽系の惑星にいるおしゃべり作業ロボット。様々な情報を提供してくれる。
ピオス星人
銀河系の惑星にいるアンドロイドポジションに当たる種族。かつては周囲の銀河に独自の文明を築いていた。

#### 主なガルム
一般のガルムの名前はレベルを示す接頭辞＋族名で表される。
| レベル | 第1類         | 第2類         | 第3類        | 第4類         | 第5類      | 第6類        |
| ------ | ------------- | ------------- | ------------ | ------------- | ---------- | ------------ |
| 1      | スプーマー    | スブレイム    | -            | スタイオン    | -          | -            |
| 2      | ヒロプーマー  | ヒロブレイム  | -            | ヒロタイオン  | -          | -            |
| 3      | エニプーマー  | エニブレイム  | エニブレット | エニタイオン  | -          | -            |
| 4      | プチプーマー  | プチブレイム★ | プチブレット | プチタイオン  | -          | -            |
| 5      | タムプーイン  | タムブレイム  | タムブレット | タムタイオン  | -          | -            |
| 6      | ノバプーイン  | ノバブレイム  | ノバブレット | ノバタイオン  | -          | -            |
| 7      | ガプーイン☆   | ガブレイム    | ガブレット   | ガタイオン    | ガヤン     | -            |
| 8      | ゼラプーイン  | ゼラブレイム★ | ゼラブレット | ゼラタイオン★ | ゼラヤン   | -            |
| 9      | アイプーイン  | アイブレイム  | アイブレット | アイタイオン  | アイヤン   | -            |
| 10     | ドプーイン    | ドブレイム    | ドブレット   | ドタイオン    | ドヤン     | -            |
| 11     | ケイプーイン  | ケイブレイム  | ケイブール   | ケイタイオン  | ケイヤン   | ケイエバ     |
| 12     | タキプーイン  | タキブレイム★ | タキブール   | タキタイオン  | タキヤン   | タキエバ     |
| 13     | ランプーイン☆ | ランブレイム  | ランブール   | ランタイオン  | ランヤン   | ランエバ     |
| 14     | ボンプーイン  | ボンブレイム  | ボンブール   | ボンタイオン  | ボンヤン   | ボンエバ     |
| 15     | ロロプーイン  | ロロブレイム  | ロロブール   | ロロタイオン  | ロロヤン   | ロロエバ     |
| 16     | ユープーイン  | ユーブレイム★ | ユーブール   | ユータイオン★ | ユーヤン   | ユーエバ     |
| 17     | トラプーイン  | トラブレイム  | トラブール   | トラタイオン  | トラヤン   | トラエバ     |
| 18     | シンプーイン  | シンブレイム  | シンブール   | シンタイオン  | シンヤン   | シンエバ     |
| 19     | ザプーイン☆   | ザブレイム    | ザブール     | ザタイオン    | ザヤン     | ザエバ       |
| 20     | ギロプーイン  | ギロブレイム★ | ギロブール   | ギロタイオン  | ギロヤン   | ギロエバ     |
| 21     | ビーヤン      | ビードン      | -            | ビーマドンナ  | -          | -            |
| 22     | ユキヤン      | ユキドン      | -            | ユキマドンナ  | -          | -            |
| 23     | ソフヤン      | ソフドン      | ソフメッシュ | ソフマドンナ  | -          | -            |
| 24     | ロデヤン      | ロデドン★     | ロデメッシュ | ロデマドンナ★ | -          | -            |
| 25     | リドヤン☆     | リドドン      | リドメッシュ | リドマドンナ  | -          | -            |
| 26     | ギルヤン      | ギルドン      | ギルメッシュ | ギルマドンナ  | -          | -            |
| 27     | イオエバ      | イオドン      | イオメッシュ | イオマドンナ  | イオボーラ | -            |
| 28     | パッエバ      | パッドン★     | パッメッシュ | パッマドンナ  | パッボーラ | -            |
| 29     | ハオエバ      | ハオバンゴル  | ハオメッシュ | ハオマドンナ  | ハオボーラ | -            |
| 30     | ダイエバ      | ダイバンゴル  | ダイメッシュ | ダイマドンナ  | ダイボーラ | -            |
| 31     | セブエバ☆     | セブバンゴル  | セブメッシュ | セブマドンナ  | セブボーラ | セブパディン |
| 32     | ジリエバ      | ジリバンゴル★ | ジリメッシュ | ジリマドンナ★ | ジリボーラ | ジリパディン |
| 33     | ギーエバ      | ギーバンゴル  | ギーメッシュ | ギーガルード  | ギーボーラ | ギーパディン |
| 34     | スケエバ      | スケバンゴル  | スケメッシュ | スケガルード  | スケボーラ | スケパディン |
| 35     | ガウエバ      | ガウバンゴル  | ガウメッシュ | ガウガルード  | ガウボーラ | ガウパディン |
| 36     | バンエバ      | バンバンゴル★ | バンメッシュ | バンガルード  | バンボーラ | バンパディン |
| 37     | ゾルエバ☆     | ゾルバンゴル  | ゾルメッシュ | ゾルガルード  | ゾルボーラ | ゾルパディン |
| 38     | デガエバ      | デガバンゴル  | デガメッシュ | デガガルード  | デガボーラ | デガパディン |
| 39     | ライエバ      | ライバンゴル  | ライメッシュ | ライガルード  | ライボーラ | ライパディン |
| 40     | ガルエバ(☆)   | ガルバンゴル★ | ガルメッシュ | ガルガルード★ | ガルボーラ | ガルパディン |

☆、★マークのガルムは下記参照。またすべて獲得ウランは4倍。★マークは加えて経験値も4倍。ガルエバはガルム要塞内だけ☆
第1類
HPは低いが回避率が高く、ビームでの撃破が難しいのが特徴。☆マークの敵はHPが非常に低いが、回避率は非常に高く、スリープのESPも持つ。追いつめられると自爆することもある。
第2類
HPが高いのが特徴。倒した時の獲得ウランが多い。★マークのない敵は経験値は2倍。★マークの敵はHPと攻撃力が非常に高い。
第3類
HPは低いが攻撃力が非常に高いのが特徴。
第4類
基本的に1～2体で出現するが、2～3回連続行動することもあるのが特徴。全レベルでクライのESPを持つ。★マークの敵は攻撃力が高い。追いつめられると体当たりすることもある。
第5類
攻撃力は低いが2回連続行動を得意とし、多彩なESP能力があるのが特徴。追いつめられると自爆することもある。
第6類
攻撃力がやや高めで2回連続行動が得意なのが特徴。追いつめられると体当たりすることもある。
族ごとの特徴は下記の通り
プーマー族
小型のガルムで本作最弱種族。第1類で、全レベルクライを使う。
プーイン族
プーマー族に足が生えた外見を持つ種族。第1類。主にクライやスモッグを使う。また、☆マークのレベルはHPが1だが非常に高い回避率を持ち、クライの代わりにスリープを使う。
ヤン族
トンボ状の種族。レベル20までの個体は第5類で、スリープやビット、ブレイクなど多彩な技で攻め立ててくる。レベル21からの個体は第1類で、フォギーやスモッグも使う。
タイオン族
翼竜のような形をした種族。第4類の特性の他、レベルによってはワイヤーも使ってくる。たまに停止してしまうこともあるが停止後に仕留め損なうと体力や数に関係なく確実に体当たりを仕掛けてくる。
ブレイム族
大きな鋏と長い尻尾が特徴。第2類の特性の他、レベルによってはフォギーやクライ、エネルギーを使う難敵。
ブレット族
外見はブレイム族と変わらないが第3類。レベルによってはワイヤーも使う。
エバ族
4つの触手を持つ高速戦闘種族。跳躍逃走しても追いついてくることがある。レベル20までの個体は第6類の特性の他、スリープやパラライ、エネルギー等多彩な攻撃で攻め立ててくる。レベル27からの個体は第1類の特性の他、全レベルダメージワイヤーを搭載している。
ブール族
大きな牙を持った蛇のような種族。第3類。特殊行動はほぼしてこない（一部クライをつかってくる個体がある）。
ドン族
大きな顔のような種族。第2類の特性の他、両端の装甲が閉じると防御力が上がり、受けるダメージが半分になる。それに加え上位レベル（イオドン、パッドン）はネットも使ってくる。
マドンナ族
女性型戦闘種族。第4類の特性の他、ダメージワイヤーで退路を塞ぎつつクライやエネルギーを巧みに使ってくる。
メッシュ族
長い触手を持つロボット型種族。第3類。一部フォギーを使う個体もいる。
パディン族
下半身が浮いた状態のロボットのような種族。第6類の武闘派ガルム。特殊能力はスモッグを使う程度。
ボーラ族
一つ目の脳に無数の触手を持った種族。第5類。全レベルでパラライを持ち、下位レベルはブランチ、中位レベルはバキューム、上位レベルはスパークといった多彩な特殊攻撃を持つ。また、レベルによってスモッグやネットのどちらかも持っている。
バンゴル族
棘付きの一つ目の頭部に2本脚を持つ種族。第2類で全種族中最強クラスの実力を持ち、上位レベルはフォギー、クライ、エネルギーでこちらを苦しめてくる。特に最上位のガルバンゴルは作中最強の通常敵として恐れられている。
ガルード族
招き猫のようなポーズで大きな盾を装備した種族。第4類の特性の他、スモッグで押してくる。また、盾の影響でレベル36まではビーム攻撃、レベル37からはミサイル攻撃を全て無効化する。
ボス級のガルムに関しては下記の通り
ギーパディン
太陽系ガルム旗艦部隊総司令官でパディン族に属する。自身はガルムベース3で指揮しており、旗艦破壊後は天王星に逃げ込む。なお、外宇宙編では通常敵として普通にエンカウントする。
パディン（パディン族）
ガルムが誇るガルム四天王の1人。破壊の王者を自称し、惑星オメガを乗っ取る。
ヒメマドンナ（マドンナ族）
ガルム四天王の紅一点で「ガルム一美しいファイター」を名乗る。惑星イブルを根城にしている。
ボーラオー（ボーラ族）
ガルム四天王の1人で自身が占拠した小惑星アモスにてライーザを生贄に捧げようとした。
ガメリンガー（メッシュ族）
ガルム四天王最強の戦士で惑星ポーを根城にしている。戦闘力もさることながら恒星アルファに着陸できる能力を持つ。
ガルジャッカ（ジャッカ族）
帝王ウェライの側近で6つの足を持つガルム一の強者。強固なバリアーを常時張っており並大抵の攻撃をほぼ受け付けない。
ウェライ
ガルムの帝王。その存在はピオス星人の間でも名前しか知られていない。

### 攻略本
- 『銀河の三人 完全必勝本』（ファミコン必勝本・フライデースペシャル）、1988年、JICC出版局
- 『銀河の三人必勝攻略法』（ファミリーコンピュータ完璧攻略シリーズ）、1988年、双葉社

表紙等はあさりよしとおが手掛けている。
- 『銀河の三人』（ファミリーコンピュータ必勝完ペキ本）、1988年、徳間書店
- 『銀河の三人』（ファミリーコンピュータゲーム必勝法シリーズ）、1988年、勁文社
- 『銀河の三人』（ヤング・セレクション ファミコン必勝攻略ブック）、1988年、実業之日本社

手書きデザインによる資料や漫画が掲載。